# Lomandra fibrata
Lomandra fibrata är en sparrisväxtart som beskrevs av John McConnell Black. Lomandra fibrata ingår i släktet Lomandra och familjen sparrisväxter. Inga underarter finns listade i Catalogue of Life.